# 緒川凛
緒川 凛（おがわ りん、1985年2月8日 - ）は、日本のグラビアモデル・舞台女優・女優・脚本家・AV女優・ストリッパー。2016年12月より美村伊吹の芸名を併用していたが、2018年7月31日に緒川凛としての活動を終了し、以後はフリーで美村伊吹として活動していた。2019年10月1日、岡江 凛（おかえ りん）に改名。カプセルエージェンシー所属。

## 来歴
- 埼玉県[1]川越市出身。
- 聖心女子学院中等科・高等科卒業、白百合女子大学中退、青山学院大学中退[1]。
- グラビア活動、女優活動を経て、2013年4月にMUTEKIからAVデビュー[3]。
- AVデビューに当たっては父親にMUTEKIレーベルの価値などを語り、了承を得ている。なお、出演までの経緯を綴ったブログは、過去のMUTEKI出演者から見ると初めてのことであった[4]。転向理由は金銭だとのちに述べている[5]。
- 2013年7月1日より、アイデアポケットに移籍[6]。
- 11月7日発売のDVDよりアタッカーズ新レーベル「大人のドラマ」専属になった事をtwitterで明かした[7]。
- 2014年8月時点では、アタッカーズ専属。
- 2015年7月7日、ブログにてAV業界からの引退を発表。役者や脚本家としての活動は継続していくと表明している。また同年8月1日、新宿ニューアートにてストリッパーとしてデビューする事をブログにて発表した[8]。
- 2015年8月1日よりロック座所属でストリップの活動を始める。
- 2017年よりストリップ以外の活動は、美村伊吹に改名[9]。
- 2017年6月14日に所属事務所のロカヒマネージメントを退所。以後はフリーランス。
- 2018年7月31日にストリップを引退。緒川凛としての全ての活動を終了し、以後は全て美村伊吹として活動[10]。この時期一般企業でも働いた[5]。
- 2019年10月1日、カプセルエージェンシー所属となり芸名・岡江凛（おかえ・りん）としてストリップに復帰することを発表[11]。また2020年3月には同名義でマドンナ専属でAV復帰。
- 2022年1月以降は、専属を離れ企画単体で活動。このころより「BBA系セクシーする[12]。
- 2023年6月、高度肥満症の治療のため、胃の2/3を切除するスリーブ胃切除手術（袖状胃切除術）を受けた。2025年1月現在、36kgの減量に成功した[12]。

## 人物
- 趣味はサッカー、フットサル、スーパーマン。
- ぶっちゃけキャラ。
- ファンの総称は、オガリスタ。
- ブログにて3と6のつく日に、身体に故事成語などを描いた写真を披露している。
- Jカップの美巨乳とぽってりとしたくちびるが特徴（2013年5月16日にIカップがJカップになっていたことを報告[13]）。
- ブログにてマンモグラフィーの写真を掲載[14]。乳がん検診の観点から豊胸反対の意も示した[15]。
- 初主演である『ボディ・ファンドされた女―罠―』では、トップレスでの濡れ場を披露している。
- 喫煙者。
- DVD『Making Love Lesson〜Hのための英会話〜』では、吹き替えなしの流暢な英会話での濡れ場を演じている。
- 2012年秋、キジトラの猫を保護し飼い始めた。猫の名前は菓子の商品名「ポルテ」から拝借。
- 2012年11月22日よりニコニコ生放送番組「行列のできる保健室」を開始。女医の衣装に身を包み、視聴者からの相談メールに答えるという内容。
- DVDシネマで共演して以来、辰巳ゆいとはプライベートで遊ぶほど仲が良い。
- 双極性障害及び解離性同一性障害を患っており、投薬などで闘病中[12]。この薬の副作用として前述のように肥満体型となったが、それまでの緒川は巨乳などスタイルの良さがコンプレックスでもあり、アイデンティティでもあったため、それが崩れても生きていける実感を得たことでコンプレックスから解放されたという[12]。緒川自身は障害に関して、3歳から家を出る22歳まで母親に受けた虐待とこのストレスによって現れた症状だと述べている[5]。

## 映像作品

### アダルトDVD

#### 緒川凛 名義
| 発売日  | タイトル                                        | 規格品番 | 規格品番 | メーカー         | 備考                               |  |
| 発売日  | タイトル                                        | DVD      | BD       | メーカー         | 備考                               |  |
| 2013年  | 2013年                                          | 2013年   | 2013年   | 2013年           | 2013年                             |  |
| ------- | ----------------------------------------------- | -------- | -------- | ---------------- | ---------------------------------- |  |
| 4月1日  | SUPER WOMAN                                     | TEK-048  | 9TEK-048 | MUTEKI           |                                    |  |
| 7月1日  | FIRST IDEAPOCKET                                | IPZ-143  |          | アイデアポケット |                                    |  |
| 8月1日  | 世界最高級ソープへようこそ                      | IPZ-162  |          | アイデアポケット |                                    |  |
| 9月1日  | DIGITAL CHANNEL DC108                           | SUPD-108 |          | アイデアポケット |                                    |  |
| 11月7日 | あなた、許して…。 -再会は淫らな嘘に濡れて-      | ADN-003  |          | アタッカーズ     |                                    |  |
| 2014年  |                                                 |          |          |                  |                                    |  |
| 2月7日  | 弁護士の罪深き絶頂 スーツの下の性感帯           | RBD-554  |          | アタッカーズ     |                                    |  |
| 3月7日  | 支配された女教師                                | RBD-568  |          | アタッカーズ     |                                    |  |
| 4月7日  | 巨乳女教師ドキュメント 中出し課外授業           | BF-307   |          | BeFree           |                                    |  |
| 6月7日  | イメージング・ストーリー 感じるほどに、踊る肉体 | ADN-024  |          | アタッカーズ     |                                    |  |
| 8月7日  | 奴隷ホテル                                      | RBD-606  |          | アタッカーズ     |                                    |  |
| 9月7日  | 麗奴館 第三章                                   | SSPD-113 |          | アタッカーズ     | 共演：波多野結衣、吉田花、吉田美桜 |  |
| 10月7日 | 夫の目の前で犯されて ―俺の家―                   | SHKD-569 |          | アタッカーズ     |                                    |  |
| 11月7日 | 夫にそむいた背徳の肉体                          | RBD-638  |          | アタッカーズ     |                                    |  |
| 12月7日 | 人妻OL 欲情白書 恥辱の果てに…                   | ADN-044  |          | アタッカーズ     |                                    |  |
| 2015年  |                                                 |          |          |                  |                                    |  |
| 2月7日  | 身も心も堕とされて…。                           | SHKD-594 |          | アタッカーズ     |                                    |  |
| 3月7日  | 潜入捜査官、堕ちるまで…                         | SHKD-598 |          | アタッカーズ     |                                    |  |
| 5月7日  | 服従のキャリアウーマン                          | RBD-679  |          | アタッカーズ     |                                    |  |
| 4月7日  | 拷問される女 MADNESS SOLID SITUATION            | ATID-250 |          | アタッカーズ     |                                    |  |
| 6月7日  | 監禁未亡人                                      | RBD-686  |          | アタッカーズ     |                                    |  |
| 7月7日  | 高慢美女、炎上。 女社長、堕ちるまで… 特別編     | RBD-696  |          | アタッカーズ     |                                    |  |

#### 岡江凛 名義
| 発売日   | タイトル | 規格品番 | 規格品番 | メーカー           | 備考          |
| 発売日   | タイトル | DVD      | BD       | メーカー           | 備考          |
| 2020年   | 2020年 | 2020年   | 2020年   | 2020年             | 2020年        |
| -------- | --- | -------- | -------- | ------------------ | ------------- |
| 3月25日  | マドンナ専属 初登場!! こんなおばさんだけど、本当に私でいいの…? | OBA-401  |          | マドンナ           |               |
| 4月25日  | 猛暑で理性が狂った母子の、汗だく中出し帰省相姦。 | JUL-201  |          | マドンナ           |               |
| 5月25日  | これは部下に厳しいムチムチ女上司にセクハラしたら怒られるどころかセックスまで出来た話です。                                                                                | JUL-235  |          | マドンナ           |               |
| 9月25日  | 「ねぇ? あなた、本当に童貞なの?」 〜童貞詐欺にイカされ続けた人妻〜 | JUL-324  |          | マドンナ           |               |
| 10月25日 | 母の友人 | JUL-351  |          | マドンナ           |               |
| 11月25日 | 妻には口が裂けても言えません、義母さんを孕ませてしまったなんて…。 -1泊2日の温泉旅行で、我を忘れて中出ししまくった僕。-                                                    | JUL-380  |          | マドンナ           |               |
| 12月25日 | 無意識に僕を挑発する上司の奥さんと豊満タイト着衣セックス 専属Iカップ妻の全裸よりも卑猥な着衣フェティシズム—。                                                             | JUL-415  |          | マドンナ           |               |
| 2021年   | |          |          |                    |               |
| 1月25日  | 豪華ムチムチ初共演!! 汗だく義姉の爆乳密着 ザーメン奪い合い中出し逆3P | JUL-448  |          | マドンナ           | 共演:春菜はな |
| 2月25日  | 専属・岡江凛×熟れコミ!! 原作:からあげチャン 友達のお母さんとセフレになりました。 〜肉感美熟女の秘めた発情性交を卑猥に実写化!!〜                                           | URE-064  |          | マドンナ           |               |
| 3月25日  | 通販で購入したペニス増大器具がバレた!? デカ〇ンへと育ちゆく僕のムスコの成長具合が、義母さんは気になるようで—。                                                            | JUL-519  |          | マドンナ           |               |
| 4月25日  | 真面目でお堅い友達の母・凛さんは僕の金玉がすっからかんになるまで精液を絞り取るほどの超絶倫だった…。                                                                       | JUL-552  |          | マドンナ           |               |
| 5月7日   | 岡江凛 The First Best 8時間 | JUSD-926 |          | マドンナ           | 単体ベスト    |
| 5月25日  | パートの私に群がる異常者。郊外ラブホテルは変態の巣窟―。 | JUL-589  |          | マドンナ           |               |
| 6月25日  | 娘の童貞彼氏を筆下ろすはずが… 疲れを知らない絶倫ピストンが相性抜群過ぎて離れられなくなってしまった私。                                                                    | JUL-621  |          | マドンナ           |               |
| 7月25日  | 永遠に終わらない、中出し輪姦の日々。 | JUL-658  |          | マドンナ           |               |
| 8月25日  | 母をイジメっ子の同級生にNTRれたいじめられっ子の僕 | JUL-689  |          | マドンナ           |               |
| 9月28日  | 子供部屋ニートの息子2人、母親・凛は性処理係―。 | JUL-725  |          | マドンナ           |               |
| 10月26日 | 同じ屋根の下で二人きり―。 濡れ透ける家政婦と、濃密な汗だく性交に溺れて…。                                                                                                 | JUL-757  |          | マドンナ           |               |
| 11月23日 | 学生時代の憧れだった凛先生とデリヘルで出会った僕は…。 | JUL-789  |          | マドンナ           |               |
| 2022年   | |          |          |                    |               |
| 1月4日   | 父が出かけて2秒でセックスする母と息子 | VENX-104 |          | ヴィーナス         |               |
| 1月18日  | 姑の卑猥過ぎる巨乳を狙う娘婿 | GVH-349  |          | グローリークエスト |               |
| 2月10日  | 「おばさんレンタル」サービスリターンズ13 お願いすればこっそり中出しセックスまでさせてくれるエロくて優しいおばさんともっとすげーセックスがしたくなったのでおかわりしてみた | MEKO-225 |          | 熟女LABO           |               |
| 3月1日   | 母子交尾 【南会津朝日ヶ岳路】 | BKD-279  |          | ルビー/旅路        |               |
| 4月5日   | 夫だけでは満足できないムチムチ絶倫妻の卑猥な挑発 | NACR-525 |          | プラネットプラス   |               |

### アダルトVR
| 発売日   | タイトル | 規格品番   | メーカー | 備考   |
| 2020年   | 2020年 | 2020年     | 2020年   | 2020年 |
| -------- | --- | ---------- | -------- | ------ |
| 11月26日 | マドンナ専属 肉感IカップボディがVR初登場!! 欲求不満なドS義母に弱みとチ〇ポを握られ性欲発散言いなりペットに成り下がった僕 | JUVR-00077 | マドンナ |        |

### イメージDVD

#### アイドルイメージ作品
| 発売日  | タイトル                              | 規格品番 | 規格品番 | メーカー                 | 備考                       |
| 発売日  | タイトル                              | DVD      | BD       | メーカー                 | 備考                       |
| 2009年  | 2009年                                | 2009年   | 2009年   | 2009年                   | 2009年                     |
| ------- | ------------------------------------- | -------- | -------- | ------------------------ | -------------------------- |
| 4月27日 | 妄コンガール 01                       | MCG-001  |          | ソラリス                 | 監督は溜池ゴローが務めた。 |
| 5月15日 | VALKYRIE PROSTYLE IDOL FIGHTING vol.2 | SVP-02   |          | SUPER SONIC SATELLITES   | 共演：百瀬結菜             |
| 6月5日  | きらめきレオタード 緒川凛編           | SLT-03   |          | SUPER SONIC SATELLITES   |                            |
| 9月29日 | Perfect 愛 Body                       | SWKI-004 |          | オルスタックピクチャーズ |                            |

#### アダルトイメージ作品
| 発売日   | タイトル                                            | 規格品番 | 規格品番  | メーカー               | 備考 |
| 発売日   | タイトル                                            | DVD      | BD        | メーカー               | 備考 |
| 2012年   | 2012年                                              | 2012年   | 2012年    | 2012年                 | 2012年 |
| -------- | --------------------------------------------------- | -------- | --------- | ---------------------- | --- |
| 5月2日   | Rin 魅惑のスーパーウーマン                          | REBD-018 | REBDB-003 | REbecca                | |
| 11月28日 | 温泉旅美人〜バスルームから愛を込めて                | SHMO-008 |           | オルスタックソフト販売 | |
| 2013年   |                                                     |          |           |                        | |
| 1月10日  | 誘惑のグラマラスボディ                              | REBD-042 | REBDB-028 | REbecca                | |
| 9月27日  | 湯けむりおっぱい                                    | R-596    |           | オルスタックソフト販売 | |
| 2014年   |                                                     |          |           |                        | |
| 4月28日  | 湯けむりの女たち                                    | R-603    |           | オルスタックソフト販売 | オムニバス作品 他出演：西野翔、翔田千里、風間ゆみ、辰巳ゆい、藤井シェリー、希崎ジェシカ、桜木凛、希志あいの、かすみ果穂、栗林里莉、羽田あい |
| 5月29日  | 湯けむりの女たち 其の弐                             | R-604    |           | オルスタックソフト販売 | オムニバス作品 他出演：西野翔、翔田千里、風間ゆみ、辰巳ゆい、藤井シェリー、希崎ジェシカ、桜木凛、希志あいの、かすみ果穂、栗林里莉、羽田あい |
| 2015年   |                                                     |          |           |                        | |
| 2月27日  | ヴィーナス・テルメ 〜緒川凛のプライベート温泉物語〜 | SHMO-051 |           | オルスタックソフト販売 | |

## 出版物

### 電子書籍

#### 緒川凛 名義
- KENFACTORY Vol.148 緒川凛 ‘Lover’（2009年11月2日、KENFACTORY）
- Dynamite Channel Girl 緒川凛（2011年4月25日、ダイナマイトチャンネル）
- 激ヤバ写真集 ツンとすましたドS秘書を脱がせて這わせて弄ぶ（2018年8月1日、デジタルピーチ）
- 濃密グラビア写真集 見せたがり女教師のドスケベ課外授業（2019年9月1日、フラウス）
- 濃密グラビア写真集 夫以外の男に弄ばれたい団地妻（2020年4月1日、フラウス）

#### 岡江凛 名義
- 美熟女No.1! Madonnaキャンペーン! 〜専属女優スペシャルフォト〜（2021年6月7日、FANZA BEAUTY COLLECTION）※マドンナ専属女優によるオムニバス写真集。

### デジタル写真集
緒川凛 名義
2008年
- Hで綺麗なお姉さん〜恥じらいビキニ編〜
- Hで綺麗なお姉さん〜限界ビキニ編・前編〜
- Hで綺麗なお姉さん〜限界ビキニ編・後編〜

2009年
- ASA♡GRA（CIRCUS）
- コスドキ
- ダイナマイトチャンネル
- girls like you
- メタリックレオタード
- ロリエロ宣言!! ナース編 緒川凛写真集
- ロリエロ宣言!! ベッドルーム編 緒川凛写真集
- Lover
- 「妄コン」シリーズ

### 連載
- 東京スポーツ「緒川凛のスーパーマンへの道」（2013年11月20日 ‐ ???、隔週連載） - 終了

## 出演

### テレビ
- おかあさんといっしょ（1988年、NHK）
- ひょうちえさんのアチョー（1989年、NHK）
- おかあさんといっしょ（1990年、NHK）
- 漫画喫茶都市伝説 呪いのマンナさん（2008年、BS-i）
- 怒りオヤジ3（2009年1月8日、テレビ東京）
- パジャマハウス（2009年2月20日、チバテレビ）
- キラカワ☆プリンセスTV（2009年6月12日、EXエンタテイメント）
- BSブランチ（2009年8月1日(＃356)、BS-TBS）
- ジャンクSPORTS（2009年12月6日・13日、フジテレビ）
- お願い!ランキング（2010年5月20日、テレビ朝日）
- 着エロNEX（2010年6月4日、エンタ!371）
- グラドルアスリート（2010年7月2日 - 、エンタ!371）
- もっパラ!（2010年7月19日、MONDO21）
- 闇金ウシジマくん（2010年10月、毎日放送）
- 温泉美女図鑑（2012年12月16日、エンタ!959）
- 若手ディレクターと石橋の土曜の3回（2013年1月26日、TBS）
- タモリ倶楽部（テレビ朝日）- 「空耳アワー」VTR出演
- モテるの法則season2（2014年12月1日、メ〜テレ）
- midnightザップ（2014年12月9日、スカパー!）
- 水曜ミステリー9 警視庁強行犯 樋口顕 廉恥（2015年2月25日、テレビ東京）

### 映画
- ちょっとエッチな生活体験-接吻5秒前（2012年6月23日、アルゴ・ピクチャーズ） - 共演：浜田翔子、笠原秀幸、中村有志
- 尼寺 〜姦淫姉妹〜（2013年8月10日、新東宝映画） - 佳代 役 ※初主演映画
- 土竜の唄 潜入捜査官 REIJI（2014年2月15日、東宝）
- ノ・ゾ・キ・ア・ナ（2014年6月28日、制作・配給：エスピーオー） - 本並翔子先生 役
- ナニワ銭道（2014年7月12日、楽映舎）
- 桃尻娘のエッチな大冒険（2015年7月10日、OP映画） - 横山愛美 役
- ゆれる心（2016年2月1日、レジェンド・ピクチャーズ）
- 演歌の女 乱れ慕情 艶景色 （2016年4月22日、OP映画） - 小板橋あやめ 役
- ハルをさがして（2016年8月6日、ISHIO）
- 美人妻覚醒 破られた貞操（2016年10月7日、OP映画） - 寺田芳江 役
- 煩悩チン貸住宅 淫らな我が家（2018年1月19日、脚本：関根和美） - 佐伯優奈 役[16]
- 豊満OL 寝取られ人事（2018年12月28日、オーピー映画） - 坪倉江里 役[17]
- 演歌の女 乱れ慕情 艶景色（2019年2月15日、オーピー映画） - 小板橋あやめ 役[18]
- すけべ繁忙期　モーレツたらし込み（2021年9月17日、オーピー映画）[19]
- されどはまぐり（2021年11月18日、オーピー映画） - 高尾加奈 役[20]

#### DVDシネマ
2009年
- BL 〜僕の彼氏を紹介します〜「まる見えな幼馴染」（7月17日、エースデュース） - あきら 役
- GL 〜小悪魔たちの誘惑〜「制服の中の恋事情」（8月21日、エースデュース） - 主役・あきら 役

2010年
- ボディ・ファンドされた女―罠―（6月2日レンタル / 2011年12月28日セルリリース、シネマファスト（彩プロ）、監督：横山浩之） - 主演
- 騙され犯されその果てに〜美人OL秘密の有給休暇〜（12月7日発売、ATTACK ZONE、監督：佐藤栄治） - 主演

2011年
- 性処女 愛の都市伝説（4月6日、発売：アルバトロス、監督：樫原辰郎、原作：倉科遼 / 漫画：葵抄） - 主演
- 舞姫 〜ディーヴァ〜（6月3日、発売：アルバトロス、監督：樫原辰郎、原作：倉科遼） - 摩耶 役

2012年
- ミッシング66（9月5日、アルバトロス）
- BAD ROMANCE（9月7日、アタックゾーン） - 共演：川村亜紀、大塚真弓
- 大人のおもちゃ（9月7日、チャンスイン） - 共演：天海つばさ

2013年
- ミッシング77（1月9日、アルバトロス）

2014年
- マッチ売りの殺人少女（4月18日、オンリーハーツ、監督：友松直之） - 主演

2015年
- DOLL 永遠少女（（2015年5月2日、アメイジング.D.C.、監督：金田敬）
- マイティーレディー（2015年6月2日、ZENピクチャーズ） - 主演

2016年
- 監禁病棟2042（2016年8月3日、アルバトロス、監督：友松直之）主演

2017年
- 狂犬と呼ばれた男たち 外道ヤクザ（2017年4月7日、オールインエンターテインメント、監督：清水信）

2018年
- 覗かれる人妻 シュレーディンガーの女（2018年3月2日、ブリーズ、監督：城定秀夫）

##### HOW TO DVD
- 『Making Love Lesson〜Hのための英会話〜』（2012年3月21日、エルシーラブコスメティック）

### 舞台（緒川凛名義）
- PARTY（2008年12月、team party、シアターミラクル）
- セブンデブ（2009年7月29日 - 8月2日、ソーダポップデブ、池袋シアターグリーン）
- 翔びなさい!アヒル（2010年5月7日 - 9日、テンダープロ、萬劇場）
- まちかどのゆめ（2010年9月23日 - 26日、PROGRAM、アトリエフォンティーヌ）
- ドラゴンビルサービス（2010年12月21日 - 26日、有名塾・EBAプロデュース、あくとれ）
- ONE ROOM × 同居可（2011年9月14日 - 18日、おねがい鋼鉄ビンタ、下北沢「楽園」）
- “STRAYDOG”Produce公演「母の桜が散った夜」（2013年4月3日 - 7日、SPACE107）
- ドブ恋2（2013年9月18日 - 29日、千本桜ホール） - 枕のダニメンバーで参加
- 鯨岡桃子が、殺された理由（ワケ）（2014年2月21日 ‐ 25日、中野あくとれ） - 初主演
- 僕はそれを、青と呼ぼう。（2014年3月26日 ‐ 30日、シアターグリーン BASE THEATRE） - 主演
- ドブ恋3〜さよなら、さようなら。学芸大学〜（2014年6月18日 - 29日、千本桜ホール） - ネズミチームで参加
- 勝手にしやがれ!ごめん、嘘!（2014年10月14日 - 18日、僕の劇団、アートスペースサンライズホール） - Cチームで参加〈Cチームは15日16時、17日19時の回〉
- 惑星☆クリプトンVol.0『シロ〜芥川龍之介『白』より（2015年2月5日 - 8日、千本桜ホール） - 脚本、演出、出演
- 女々『ドブ恋4（2015年3月4日 - 15日、千本桜ホール）
- チーム・ギンクラBACK UP公演『勅使河原オーシャンホテル（2015年5月20日 - 24日、山王Forest）
- 惑星☆クリプトンVol.1『紫陽花の下に死体は眠る』（2015年7月22日 - 26日、シアターグリーンBOX in BOX） - 脚本、演出、出演
- 惑星☆クリプトンVol.2『SMOKIN' LOVERS』（2015年9月4日 - 13日、BAR BASE） - 脚本、演出、出演
- sweet ampole『LOOP THE LOOP〜飽食の館〜』（2016年4月9日 - 17日、シアターグリーンBASETHEATER）
- Aiyプランニング『百円野菜、他。』（2016年5月3日 - 8日、サンモールスタジオ）
- 女々『ドブ恋6』（2016年6月7日 - 12日、千本桜ホール）
- 惑星☆クリプトンVol.3『SMOKIN'LOVERS〜シケモク〜』（2016年9月8日 - 18日、BARでんでけ） - 脚本、演出、出演
- 惑星☆クリプトンVol.4『SMOKIN' LOVERS〜ヤニクラ〜』（2016年9月18日 - 28日、BARでんでけ） - 脚本、演出、出演
- 女々『ドブ恋7』（2016年10月18日 - 30日、千本桜ホール）

### 舞台（美村伊吹名義）
- ジュオスタレーションVol.3.1『AFFECTION』（2017年1月18日 - 22日、中野ザ・ポケット）
- 山口ちはるプロデュース『ふたり』（2017年4月15日 - 23日、兎亭）
- ACT『ACT GAME第三回戦』（2017年5月12日 - 18日、シアターシャイン）
- 女々『ドブ恋8』（2017年7月4日 - 23日、千本桜ホール）
- 江古田のガールズ『解散』 （2017年8月12日 - 20日、サンモールスタジオ）
- 東京カンカンブラザーズ『死神と9月のベランダ』（2017年10月11日 - 15日、中野ザ・ポケット）
- ゆめまち劇場 × 山崎洋平 produce 『相席酒場』（2017年10月26日 - 11月5日、浅草六区ゆめまち劇場）
- 惑星☆クリプトンvol.5『SMOKIN' LOVERS〜紫煙〜』 （脚本・演出・出演）（2017年12月8日 - 17日、Cafe Bar LIBRE）
- サンモールスタジオ produce 『シンクロニシティ2018∞』（2018年1月5日 - 9日、サンモールスタジオ）
- 哀女『JK OF THE UNDEAD』 （プロデュース）（2018年3月7日 - 11日、ザムザ阿佐ヶ谷）
- 朗読パンダ 番外公演『The other』（2018年4月28日 - 30日、北池袋新生館シアター）
- おさむとしんや 『雫×燻製ニシンの虚偽』（2018年7月3日 - 5日、下北沢OFF・OFFシアター）
- 惑星☆クリプトンvol.6『SMOKIN'LOVERS〜燐寸〜、〜副流煙〜』（2018年11月1日 - 14日、11月17日 - 30日、Rock Bar Edge/Cafe Bar Livre）

### インターネット
- 恋するパラダイス（nakano@ddress）
- ビール道（nakano@ddress）
- おはようお姉さん（Yahoo! JAPAN）
- 夜遊びメールバトル木曜（2010年7月8日 ‐ 29日、あっ!とおどろく放送局）
- Mの劇場（2010年7月16日、あっ!とおどろく放送局）
- 東京・超人クラブ（2010年12月16日、あっ!とおどろく放送局）
- 行列のできる保健室（2012年11月22日 ‐ 2013年11月28日、プライムエージェンシー・ニコニコチャンネル）
- スパローズのギリギリアウツ!?#97、101、103、120、124（2014年3月6日、4月3日、8月14日、9月11日、ニコジョッキー）

### モデル

#### ファッションモデル
- ファッションブランドMSGR2011-12 WINTER/SPRING COLLECTION LOOKBOOK - カタログモデル

#### ポーズブックモデル
- マンガ家森園みるくの官能とエロスPOSE PHOTO 170 & HOW TO DRAW（玄光社）

### グラビア

#### 雑誌等
- FRIDAY
- FLASH
- アサヒ芸能
- 東京スポーツ（コラム『スーパーマンへの道』掲載）
- メガベッピン（コラム『今月の凛言』掲載）
- 決定版！XX
- ヤングキング
- カメラマン
- 週刊大衆臨時増刊
- 週刊大衆
- 週刊実話
- FRIDAY Dynamite

他、表紙掲載・巻頭グラビア・袋とじグラビア・コラム多数